# Thelionema umbellatum
Thelionema umbellatum là một loài thực vật có hoa trong họ Thích diệp thụ. Loài này được (R.Br.) R.J.F.Hend. miêu tả khoa học đầu tiên năm 1985.